# Rejon pjatychacki
Rejon pjatychacki (ukr. П'ятихатський район, Pjatychatśkyj rajon) – jednostka administracyjna wchodząca w skład obwodu dniepropetrowskiego Ukrainy.
Rejon utworzony w 1923, ma powierzchnię 1683 km² i liczy około 48 tysięcy mieszkańców. Siedzibą władz rejonu są Pjatychatky.
Na terenie rejonu znajdują się 1 miejska rada, 2 osiedlowe rady i 16 silskich rad, obejmujących w sumie 80 wsi i 5 osad.